# Phuphkalan
Phuphkalan is een nagar panchayat (plaats) in het district Bhind van de Indiase staat Madhya Pradesh. 

## Demografie
Volgens de Indiase volkstelling van 2001 wonen er 10.245 mensen in Phuphkalan, waarvan 55% mannelijk en 45% vrouwelijk is. De plaats heeft een alfabetiseringsgraad van 61%. 